# Arranhó

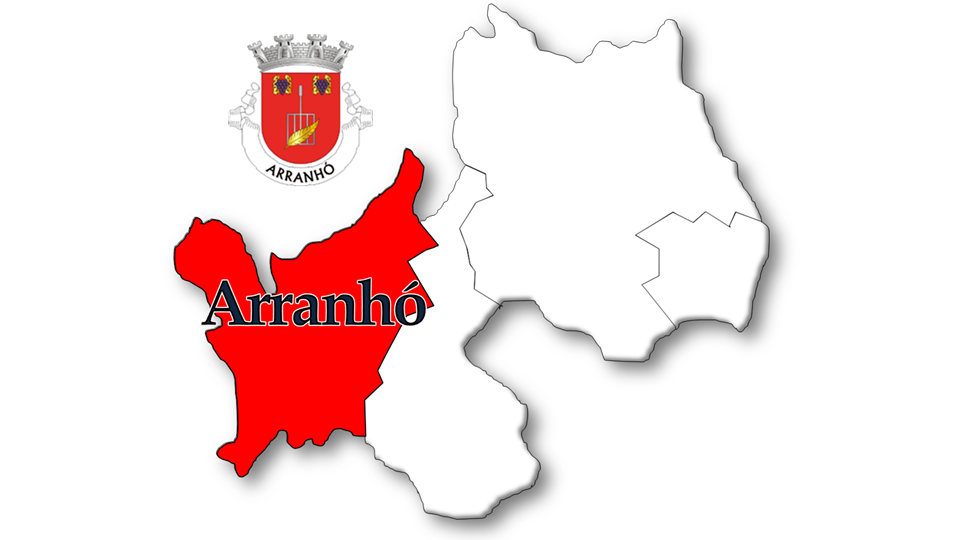
Freguesia de Arranhó - Localização no município de Arruda dos Vinhos

Arranhó é uma vila portuguesa sede da Freguesia de Arranhó do Município de Arruda dos Vinhos, freguesia com 21,48 km² de área e 2584 habitantes (censo de 2021), tendo, por isso, uma densidade populacional de 120,3 hab./km².
A sede da freguesia, a povoação de Arranhó, foi elevada à categoria de vila em 1997.

## Demografia
A população registada nos censos foi:
| Distribuição da População por Grupos Etários | Distribuição da População por Grupos Etários | Distribuição da População por Grupos Etários | Distribuição da População por Grupos Etários | Distribuição da População por Grupos Etários |
| -------------------------------------------- | -------------------------------------------- | -------------------------------------------- | -------------------------------------------- | -------------------------------------------- |
| Ano                                          | 0-14 Anos                                    | 15-24 Anos                                   | 25-64 Anos                                   | > 65 Anos                                    |
| 2001                                         | 372                                          | 306                                          | 1374                                         | 443                                          |
| 2011                                         | 396                                          | 207                                          | 1282                                         | 496                                          |
| 2021                                         | 390                                          | 302                                          | 1306                                         | 586                                          |

## Política
A Freguesia de Arranhó é administrada por uma junta de freguesia, que é liderada por Pedro Miguel Paulino Mateus, eleito nas eleições autárquicas de 2021 pelo Partido Socialista. Existe uma assembleia de freguesia, que é o órgão deliberativo, constituída por 9 membros.
Nas eleições de 2021, o partido mais representado na Assembleia de Freguesia foi o PS com 7 membros (maioria absoluta), seguido do Partido Social Democrata com 2. Esta assembleia elegeu os 2 vogais (secretário e tesoureiro) da Junta de Freguesia, sendo os dois do PS.
| Órgão                   | PSD | PS |
| Assembleia de Freguesia | 6   | 3  |
| Junta de Freguesia      | 3   | 0  |

## Património
- Santuário de Nossa Senhora da Ajuda
- Sítio Arqueológico do Castelo
- Forte do Passo
- Igreja de Arranhó
- Moinho do Custódio

Na freguesia, onde nasceu Irene do Céu Vieira Lisboa, a 25 de dezembro de 1892, existe um Museu, por iniciativa da afilhada, dedicado à escritora e pedagoga, com objetos pessoais, manuscritos, textos datilografados e primeiras edições.